# Aimutin (Comoro)
Aimutin ist eine osttimoresische Aldeia im Sucos Comoro (Verwaltungsamt Dom Aleixo, Gemeinde Dili). 2015 lebten in Aimutin 1886 Menschen.

## Lage und Einrichtungen
Aimutin liegt im Osten vom Suco Comoro und bildet mit Aimutin 1 einen Teil des Stadtviertels Aimutin. Westlich liegt die Aldeia Ramelau Delta, südlich die Aldeias São Miguel und Posto Penal und östlich die Aldeia São José. Nördlich der Avenida Nicolau Lobato befindet sich der Suco Fatuhada.
In Aimutin befinden sich die katholische Kirche São José Aimutin, die Grundschule Escola Basica Filial E.B.F. Aimutin, die Prä-Sekundarschule Finantil und im Osten die Polizeistation Comoro.